# Phare de Men Brial
Le feu d’atterrissage de Men Brial (en breton : Ar Men Brial et en français : Pierre bariolée) est un feu situé dans l'entrée du port de l'Île-de-Sein.
L’étymologie du nom breton Men Brial est incertaine, il pourrait dériver du nom brezhell (maquereau) prononcé brehell à l'île de Sein. Autre hypothèse, krial signifiant pleurer, peut-être les femmes venaient-elles pleurer les péris en mer à la sortie du port (Mên Grial).

## Description
Le Men Brial est une tourelle cylindrique constituée de granite, reposant sur un socle peint en blanc. Il possède trois couleurs d’éclats différents : blancs, d’une portée de 12 milles (~ 22 km), rouges, d’une portée de 9 milles (~ 16,5 km), et verts, d’une portée de 7 milles (~ 13 km). Ce dispositif permet d'indiquer aux navigateurs pénétrant dans le port que la terre se situe à tribord, c'est-à-dire à droite par rapport à l'axe de navigation. 

## Histoire

Carte postale du mat et de l’amer (1906)

Ce feu d’atterrissage remplace un amer et un mât signal, aujourd'hui détruits, qui se trouvaient à ce même emplacement. Une pétition demandant la construction d'un feu à l'entrée du port avait été soumise dès 1896.
Le 4 août 1944, les forces d’occupation allemandes quittent l'île, après avoir détruit le grand phare de l'île de Sein et la corne à brume du Guéveur. Ces diverses opérations de sabotage ont un rôle de déstabilisation du trafic maritime, dans cette zone de passage assez fréquentée. Contrairement à eux, le Men Brial n’a pas été dynamité par les Allemands postés sur l’île ; ceux-ci l’ont utilisé comme entrepôt pour les bombes destinées à détruire le phare d'Ar-Men, qui n’a finalement jamais été détruit.
Mi-février 2025, la Direction interrégionale de la Mer Nord Atlantique-Manche ouest initie des travaux de désamiantage et de déplombage, notamment sur le soubassement du fût et la structure porteuse de la lanterne.